# رابرت هاوزر
رابرت هاوزر (انگلیسی: Robert Häusser; ۸ نوامبر ۱۹۲۴ – ۵ اوت ۲۰۱۳) عکاس اهل آلمان بود.
وی همچنین برندهٔ جوایزی همچون جایزه هاسلبلاد شده‌است. 
در شماره اول حرفه هنرمند به این هنرمند پرداخته شده است.